# Plectorhynchus picus
Cá kẽm hoa (Danh pháp khoa học: Plectorhynchus picus) là một loài cá biển trong họ Haemulidae phân bố ở Hồng Hải, Ấn Độ Dương, Philippin, Inđônêxia, Thái Lan, Trung Quốc, Nhật Bản Việt Nam. Tên địa phương là cá kẽm, cá kẽm thường. Tên thường gọi tiếng Anh Painted sweetlip, Sweetlip Tên gọi thị trường Úc Grunter bream, Javelin fish, Small-spotted javelin fish, Spotted javelin fish Tên gọi thị trường Mỹ: Grunt hay Sweetlips, Painted Sweetlips, Morwong, Blackall, Bluey, Thicklipped Grunt. 

## Đặc điểm
Kích cỡ 250 – 500 mm. Thân dài, dẹp bên, viền lưng cong, viền bụng gần như thẳng. Đầu lớn vừa, dẹp bên. Mép sau xương nắp mang trước hình răng cửa. Chiều dài thân bằng 2,6 - 2,7 lần chiều cao thân và bằng 3,0 - 3,5 lần chiều dài đầu. Mắt tròn, khoảng cách hai mắt nhỏ, hơi gồ cao. Miệng nhỏ, hơi xiên, hai hàm dài bằng nhau. Cằm có 3 đôi lỗ, không có râu cằm. Răng dài, nhọn, mọc thành đai tha trên hai hàm. Xương lá mía và xương khẩu cái không có răng. Khe mang rộng, lược mang ngắn. Toàn thân trừ phần mõm và cằm, còn lại đều phủ vảy lược nhỏ, yếu. Đường bên hoàn toàn.
Vây lưng dài. Hai gai cứng to của vây hậu môn lớn, dài bằng nhau. Vây ngực tròn, ngắn. Vây đuôi dài, mép sau lõm. Màu sắc của cá biến đổi theo kích thước của cá. Cá nhỏ màu hồng, bên thân có hai sọc màu đen. Cá trưởng thành có nhiều chấm đen tròn, nhỏ phân bố dày ở phần lớn ở thân và thưa ở phần bụng. Cá càng già, các chấm này càng mờ dần.
Chúng có 1 tia cứng và 25 -29 tia mềm Vây hậu môn có 2 tia cứng phía trớc, sau đó là 1 tia cứng và 21 -23 tia mềm Ngực có khoảng hình tam giác không có vảy phủ Phần đường bên thẳng ngắn hơn phần cong phía trước Có 24 -26 vảy lăng trên đường bên Lưng màu xanh, hai bên thân màu trắng bạc Vây màu xanh hoặc hơi phớt tím, có viền trắng ở vây hậu môn và vây đuôi.